# Daniel Flaherty
Daniel Flaherty (n. 11 de junio de 1993), conocido profesionalmente como Dan Flaherty, es un actor estadounidense conocido por su papel como Stanley Lucerne en la serie de MTV, Skins (US).

## Vida personal
Es de Glen Rock, Nueva Jersey. Pasa su tiempo libre haciendo skate, tocando la guitarra y cantando con su banda, MF Killer Starfish.
Su hermano Chris Flaherty es parte de la banda.